# Otto-Breicha-Preis
Der Otto-Breicha-Preis für Fotokunst wird vom Museum der Moderne Salzburg alle zwei Jahre vergeben.
Der Preis wurde 1983 als Rupertinum-Fotopreis mit Otto Breicha als Direktor des im selben Jahr gegründeten Rupertinum ins Leben gerufen. Bis 2001 wurde er alle zwei Jahre vergeben. Seit 2007 wird der Preis nach Otto Breicha benannt und wieder zweijährlich vergeben. Er ist bis 2017 durch die Dotierung mit 5.000 Euro der Familie Breicha gesichert. Der Preis wird jeweils einem österreichischen oder in Österreich lebenden Fotografen und Fotokünstler für dessen bisheriges Werk verliehen.

## Preisträger
|    | Jahr | Preisträger           |
| -- | ---- | --------------------- |
| 01 | 1983 | Alfred Seiland        |
| 02 | 1985 | Otmar Thormann        |
| 03 | 1987 | Branko Lenart         |
| 04 | 1989 | Heinz Cibulka         |
| 05 | 1991 | Manfred Willmann      |
| 06 | 1993 | Walter Berger         |
| 07 | 1995 | Paul Albert Leitner   |
| 08 | 1997 | Friedl Kubelka        |
| 09 | 1999 | Seiichi Furuya        |
| 10 | 2001 | Peter Dressler        |
| 11 | 2007 | Ferry Radax           |
| 12 | 2009 | Margherita Spiluttini |
| 13 | 2011 | Ilse Haider           |
| 14 | 2013 | Matthias Herrmann     |
| 15 | 2015 | Leo Kandl             |
| 16 | 2017 | Lisl Ponger           |
| 17 | 2019 | Marina Faust          |
| 18 | 2021 | Anna Jermolaewa       |
| 19 | 2024 | Sophie Thun           |